# Thomas Tomkins
Thomas Tomkins, född omkring 1572 i St David's, död 9 juni 1656 i Worcester, var en engelsk kompositör, organist och sångare i Worcester.

## Biografi
Thomas Tomkins föddes 1572. Han var elev till William Byrd och anställdes därefter som sångare i kungliga kapellet. Han blev sedan organist i kapellet. Tomkins utnämndes 1607 till Baccalaureus i musik vid Oxfords universitet och blev några år senare organist vid Katedralen i Worcester. Tomkins komponerad och gav ut flerstämmiga verk och var en känd kontrapunktist. Han avled i Worcester.